# Riu Bidjan
El riu Bidjan,Биджан, és un riu de Rússia oriental i afluent per l'esquerra de l'Amur.
El Bidjan és un riu de mida mitjana dins la Regió Autònoma Jueva de Rússia. La longitud del riu (des de la confluència d'esquerra i dreta a Bijan) és de 274 km, d'amplada fa 30-60 m, de profunditat fa entre 1,5 i 7 m, amb una superfície de la seva conca de 9580 km².
El Bidjan neix a Khingan per la confluència dels rius Bidjan Dret i Bidjan, Esquerra i flueix de nord a sud. Els seus afluents són els rius Ungun, Burkali i altres rius petits que són utilitzats per al transport en vaixells i amb petits vaixells a motor. Els rius petits, com Listvyanka, són de naturalesa muntanyosa. A la part alta del riu es troba la planta de cria de peixos més antiga de Rússia, la Bidzhansky.